# Bublina (film, 2006)
Bublina (hebrejsky ‏הבועה) je izraelský hraný film z roku 2006, který režíroval Eytan Fox podle vlastního scénáře. Film líčí vztahy mladých lidí na pozadí izraelsko-palestinského konfliktu.

## Děj
Na izraelsko-palestinském hraničním přechodu jsou kontrolováni Palestinci včetně rodiny mladého Ashrafa. Jedné těhotné ženě náhle praskne plodový vak a pohraničník Noam se jí snaží dát první pomoc, ale bezvýsledně. Dojde k nepokoji, který vojáci potlačí. Krátce poté Noamovi končí vojenská služba a odjíždí do Tel Avivu, kde začne pracovat v obchodě s hudbou. Bydlí ve společném podnájmu s Yalim, majitelem malé restaurace a Lulu, která pracuje v obchodě s kosmetikou. Ashraf je jednoho dne navštíví v jejich bytě a s Noamem se do sebe zamilují. Mezitím Lulu stráví noc s šéfredaktorem Sharonem a Yali má rande s Golanem. Ashraf zavolá své sestře, která se bude vdávat za Jihada, a namluví jí, že bude žít v Jeruzalémě s přítelkyní. Trio pomůže Ashrafovi vytvořit novou identitu kvůli nelegálnímu pobytu: dostane oblečení, jméno Shimi a Yali ho zaměstná jako číšníka. Všichni čtyři se účastní plánů na protestní akci proti obsazování území a roznášejí letáky. Večer jdou Ashraf a Noam na divadelní představení Bent. Druhý den ráno se Sharon objeví v Yaliho restauraci, kde shání fotografie nahých mužů pro svůj časopis. Zjistí, že Ashraf je Palestinec a požádá ho o článek s jeho názorem na Tel Aviv. Ten však uteče a vrátí se k rodině domů. Noam je od té doby apatický. V televizi vidí útoky v Náblusu a Lulu rozhodne, že pojedou s Noamem jako novináři do Náblusu. Od Sharona získají novinářské propustky a auto. Na hraničním přechodu vidí, jak Ashrafova sestra musí ukázat svá zavazadla, ve kterých si veze věci na svatbu. V Náblusu předstírají, že chtějí u Ashrafovy rodiny natočit dokument pro francouzskou televizi. Noam a Ashraf se tajně líbají, ale Jihad je uvidí. Ashraf ho prosí, aby o tom nikomu neříkal, ten by rád, aby se Ashraf oženil s jeho sestřenicí Samirou. Potom Lulu a Noam odjíždějí do Tel Avivu. Ashraf za nimi přijede, aby se viděl s Noamem. Pak se vrátí domů sestře řekne o svém vztahu s Noamem. Rana je zděšená a nemůže tomu uvěřit. Krátce nato se koná svatba. Téhož večera dojde na Jihadův příkaz k sebevražednému útoku v kavárně v Tel Avivu, kde má rande Yali s Golanem. Yali je naštěstí jen lehce zraněn a Golan v restauraci ještě nebyl. Ráno po svatební noci je Rana náhodně zastřelena izraelskými silami, kteří hledají organizátory včerejší útoku. O této události se spolubydlící dozvědí z televize. Během rodinného smutku Jihad řekne Ashrafovi o plánovaném atentátu a znovu ho vyzývá, aby uzavřel manželství se Samirou. Ashraf vidí svou situaci zcela beznadějnou. Oznámí Jihadovi, že útok provede místo něho. Ashraf odjíždí do Tel Avivu. Noam je zrovna v Yaliho restauraci. Ashraf před restaurací vidí Noama, aktivuje svůj výbušný pás, ale odchází pryč. Noam za ním vyběhne a když ho obejme, nálož vybuchne.

## Obsazení
| Ohad Knoller    | Noam   |
| Yousef Sweid    | Ashraf |
| Daniella Wircer | Lulu   |
| Alon Friedman   | Yali   |
| Zohar Liba      | Golan  |
| Shredi Jabarin  | Jihad  |
| Ruba Blal       | Rana   |
| Zion Baruch     | Shaul  |
| Oded Leopold    | Sharon |

## Ocenění
- Internationalen Filmfestspielen Berlin: cena C.I.C.A.E. a cena čtenářů časopisu Siegessäule
- ceny publika i poroty na filmových festivalech v Brémách, Los Angeles, Miami, Filadelfii, Torontu a Turíně